# Rosyjski Związek Esperantystów
Rosyjski Związek Esperantystów (Esperanto: Rusia Esperantista Unio, rosyjski: Российский Союз Эсперантистов) – stowarzyszenie esperantystów powstałe w 1991 roku po rozpadzie Związku Radzieckiego.